# 王奉春
王奉春（1982年2月2日—），出生於黑龙江哈尔滨，中国男子冰壶运动员，毕业于哈尔滨体育学院，也是现任中国男子冰壶国家队的四垒手兼队长。在2010年的温哥华冬奥会上，中国男子冰壶队在连输几场的情况下，在第八场的时候做出了阵容调整，以“王奉春心态出现问题，将坏情绪影响到了全队，造成了不好的影响为由”，用候补队员临时替换其的位置。2010年3月2日，在中国冬奥会代表团回到北京举行庆功宴会之前，中国国家冰壶队作出对王奉春的处罚决定，令其暂时离队。

## 赛事
| 赛季    | 队长   | 三垒   | 二垒   | 一垒   | 候补   | 赛事       |
| ------- | ------ | ------ | ------ | ------ | ------ | ---------- |
| 2002-03 | 徐晓明 | 王奉春 | 朱宇   | 刘锐   | 马永俊 | 2002年PCC  |
| 2005-06 | 徐晓明 | 李洪臣 | 王奉春 | 刘锐   | 马永俊 | 2005年PCC  |
| 2007-08 | 王奉春 | 刘锐   | 徐晓明 | 臧家亮 | 李东岩 | 2008年WMCC |
| 2008-09 | 王奉春 | 刘锐   | 徐晓明 | 臧家亮 | 陈路安 | 2009年WMCC |